# مسجد جامع سبزه‌میدان

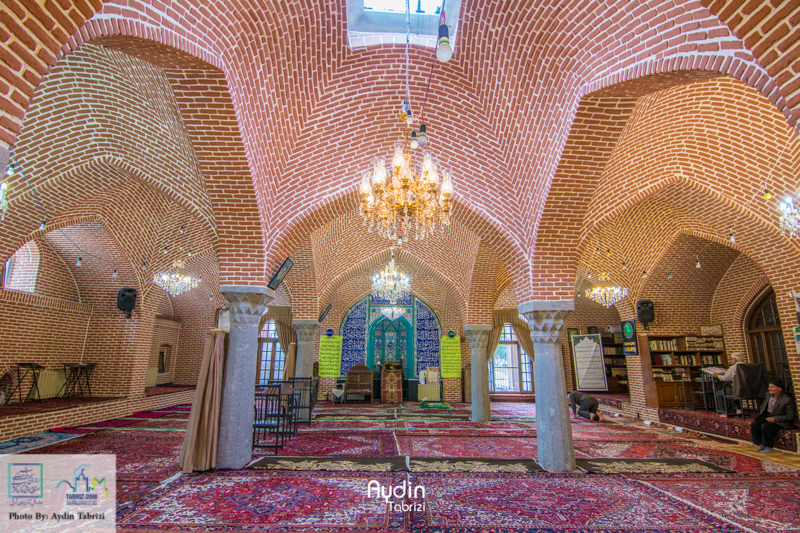

مسجد جامع سبزه‌میدان، مسجدی مربوط به دوره صفوی است و در اسکو، میدان سبزه‌میدان واقع شده و این اثر در تاریخ ۱ آذر ۱۳۷۸ با شمارهٔ ثبت ۲۵۱۷ به‌عنوان یکی از آثار ملی ایران به ثبت رسیده است.